# C'est ma vie
C'est ma vie (sv: Det är mitt liv) en låt framförd av den litauiska sångerskan Evelina Sašenko. Låten representerade Litauen vid Eurovision Song Contest 2011 i Düsseldorf, Tyskland.

### Fotnoter
1. ↑  Hondal, Victor (24 februari 2011). ”Lithuania sends Evelina Sasenko to Eurovision”. ESCToday. Arkiverad från originalet den 26 februari 2011. https://web.archive.org/web/20110226142655/http://www.esctoday.com/news/read/16864. (engelska)